# Musée d'art juif
Musée d'art juif (Muzeum židovského umění) je soukromé muzeum v Paříži. Nachází se v 18. obvodu v ulici Rue des Saules. Muzeum představuje židovskou kulturu.

## Historie
Muzeum bylo založeno v roce 1948 ve 3. patře Židovského centra na Montmartru (Centre israélite de Montmartre) na paměť židovské kultury zničené za holokaustu. Prvními sbírkami bylůy náboženské předměty, které roku 1951 darovala Jewish Restitution Successor Organisation a sbírka dokumentů o architektuře evropských synagog.
V roce 1998 byla větší část sbírky umístěna do nově otevřeného Musée d'art et d'histoire du judaïsme.

## Sbírky
Sbírky zahrnují kultovní předměty, lidové umění, malby, sochy, modely synagog, náhrobní kameny z pražského hřbitova.
Muzeum představuje též moderní umění ruských, německých a francouzských autorů jako např. Marc Chagall, Camille Pissarro, Julius Pascin, Benn aj.